# Dwarda
Dwarda ist eine Gemeinde in der Wheatbelt Region von Western Australia. Sie befindet sich elf Kilometer südlich von der Bezirkshauptstadt Wandering, entlang des Hotham River.

## Geschichte
Der Name ist eine Verkürzung des Namens des nahegelegenen Dwardadine Creek. „Dwarda“ ist in der Sprache Noongar das Wort für Dingo. Der Ort war zuerst vom Wandering Road Board im Jahre 1912 geplant worden. Er war 1913 bis  1926 Endstation des Hotham Valley Railway. Die Gemeinde, anfänglich „Dampier“ genannt, wurde 1914 in Dwarda umbenannt. Die Gemeinde zog nur wenig Bewohner an. Zwischen 1940 und 1941 wurde eine Sägemühle von JC „Charlie“ Tucak angebaut. Sie operierte wenige Jahre.
Heute ist der Ort aufgegeben, aber es gibt Farmen und eine kleine Mühle, die in der Gegend betrieben werden.

## Geographie
Dwarda liegt 131 Kilometer von der Hauptstadt Westaustraliens Perth. Die Gemeinde ist im Shire of Wandering gelegen.